# Pisieu
Pisieu este o comună în departamentul Isère din sud-estul Franței. În 2009 avea o populație de 1.268 de locuitori.

## Evoluția populației
| An        | 1975  | 1982  | 1990  | 1999  | 2006  | 2009  |
| --------- | ----- | ----- | ----- | ----- | ----- | ----- |
| Populație | 1.224 | 1.218 | 1.226 | 1.202 | 1.230 | 1.268 |